# Gentiana argentea
Gentiana argentea är en gentianaväxtart som beskrevs av John Forbes Royle och David Don. Gentiana argentea ingår i släktet gentianor, och familjen gentianaväxter. Inga underarter finns listade i Catalogue of Life.